# NGC 5785
NGC 5785 је спирална галаксија у сазвежђу Волар која се налази на NGC листи објеката дубоког неба.
Деклинација објекта је + 52° 4' 36" а ректасцензија 14h 53m 28,3s. Привидна величина (магнитуда) објекта NGC 5785 износи 12,9 а фотографска магнитуда 13,6. Налази се на удаљености од 37,1000 милиона парсека од Сунца. NGC 5785 је још познат и под ознакама NGC 5783, UGC 9586, MCG 9-24-50, CGCG 273-33, IRAS 14519+5216, PGC 53217.